# Aleksiej Bestużew-Riumin
Hrabia Aleksiej Pietrowicz Bestużew-Riumin (ur. 1693, zm. 21 kwietnia 1766) – rosyjski polityk.

## Życiorys
Kanclerz Rosji od 1744 roku. Dzięki przychylności carycy Elżbiety Piotrownej miał dyktatorskie wpływy. Przekonał Elżbietę by walczyła przeciw Fryderykowi Wielkiemu w wojnie siedmioletniej. Wygnany z dworu w roku 1758, powrócił do łask w roku 1762. 
Wśród dworu Elżbiety powstały w latach czterdziestych dwa stronnictwa na czele pierwszego stał stronnik dworu angielskiego, saskiego i wiedeńskiego wicekanclerz hrabia Bestużew-Riumin, drugą prowadził poseł francuski Jacques-Joachim Trotti, markiz de La Chétardie. Matka przyszłej carycy Katarzyny II Joanna Elżbieta Holstein-Gottorp (po mężu także von Anhalt-Zerbst) próbowała dopomóc Fryderykowi Pruskiemu podważając pozycję Bestużewa. Kanclerz wytrzymał starcie i zdobył przechwycony list Chetardie'go, w którym Francuz krytykował działania Elżbiety, by odesłać go do Paryża, Joannę zaś do Niemiec. Dama dworu Maria Czogłokowa została szpiegiem Bestużewa na dworze przyszłej carycy Katarzyny von Anhalt-Zerbst i jej męża Piotra Ulryka Holsztyńskiego „Wielkiego Księcia” rosyjskiego (potem car Piotr III Romanow), którego poślubiła w 1745 roku.
Bestużew i Elżbieta zawarli w roku 1745 traktat pokojowy ze Szwecją, w 1746 układ z Austrią o wspólnej pomocy. Z kolei Dania zaczęła ubiegać się o posiadłości holsztyńskie księcia próbując wymienić je na Oldenburg. Katarzyna planowała zdobycie władzy i zbliżenie Rosji z Anglią. Charles Hanbury Williams zapewnił przyszłej carycy znaczne środki. Ta często informowała go o stanie zdrowia Elżbiety. Bestużew, który wiedział o spisku brał ogromne łapówki. Posłowi angielskiemu nie udało się doczekać swego sukcesu w roku 1761 został zabity. W tym okresie Rosja wznowiła układ przeciw Prusom, ale z wyłączeniem ataku na Anglię. Kanclerz Bestużew odszedł w cień, a jego następcą na tym stanowisku został Michaił Woroncow. W tym samym czasie Bestużewa aresztowano. Lecz udało się mu pozbyć wszystkich akt, które mogłyby skompromitować Katarzynę. W procesie Bestużewa zażądano dla niego kary śmierci, za niepowodzenia na froncie. W miesiąc po zgonie Elżbiety (1762) ogłoszono wielką amnestię, a jedynym którego nie uwolniono, był Bestużew. 
Po zamachu stanu z lipca 1762 Katarzyna II Wielka przywróciła Bestużewa do łask. Jednak wiodącej roli pozbawili go liczni faworyci Katarzyny.